# Ptolomeo el-Garib
Ptolomeo el-Garib (del árabe al-gharīb, «el forastero») fue un escritor helenístico, probablemente peripatético, que escribió una Vida de Aristóteles, notable por el catálogo que contenía de sus obras. La biografía sobrevive en un manuscrito árabe inédito que se encuentra en Estambul. Los fragmentos que se conocían antes de este descubrimiento fueron recogidos en la obra de Ingemar Düring Aristóteles en la tradición biográfica antigua (Gotemburgo, 1957), pp. 184 ss. Marian Plezia considera dudoso que la obra de El-Garib haya servido de fuente relevante en las vidas de Aristóteles escritas más tarde por autores neoplatónicos. 